# Vieska nad Blhom
Vieska nad Blhom, ungarisch Balogújfalu (bis 1927 slowakisch „Vieska“; bis 1907 ungarisch Újfalu) ist eine Gemeinde in der südlichen Mittelslowakei mit 172 Einwohnern (Stand 31. Dezember 2024), die im Okres Rimavská Sobota, einem Kreis des Banskobystrický kraj, liegt und zur traditionellen Landschaft Gemer gehört.

## Geographie

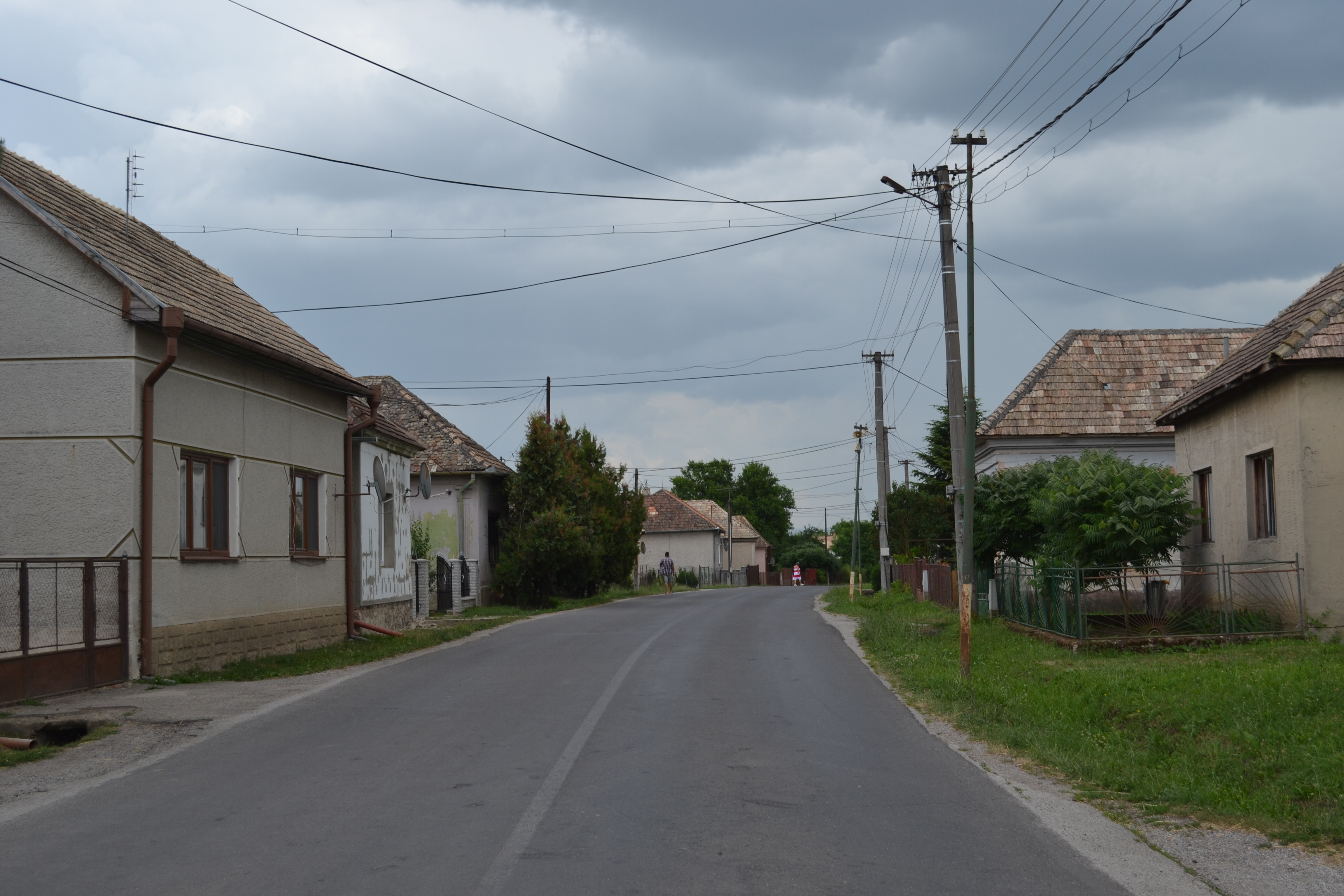
Hauptstraße des Ortes

Die Gemeinde befindet sich im Mittelteil des Talkessels Rimavská kotlina (Teil der größeren Einheit Juhoslovenská kotlina), auf rechtsseitiger Flurterrasse des Blh im Einzugsgebiet der Rimava. Das Ortszentrum liegt auf einer Höhe von 172 m n.m. und ist 17 Kilometer von Rimavská Sobota entfernt.
Nachbargemeinden sind Žíp im Norden, Radnovce im Osten und Süden, Sútor und kurz Bátka im Westen.

## Geschichte

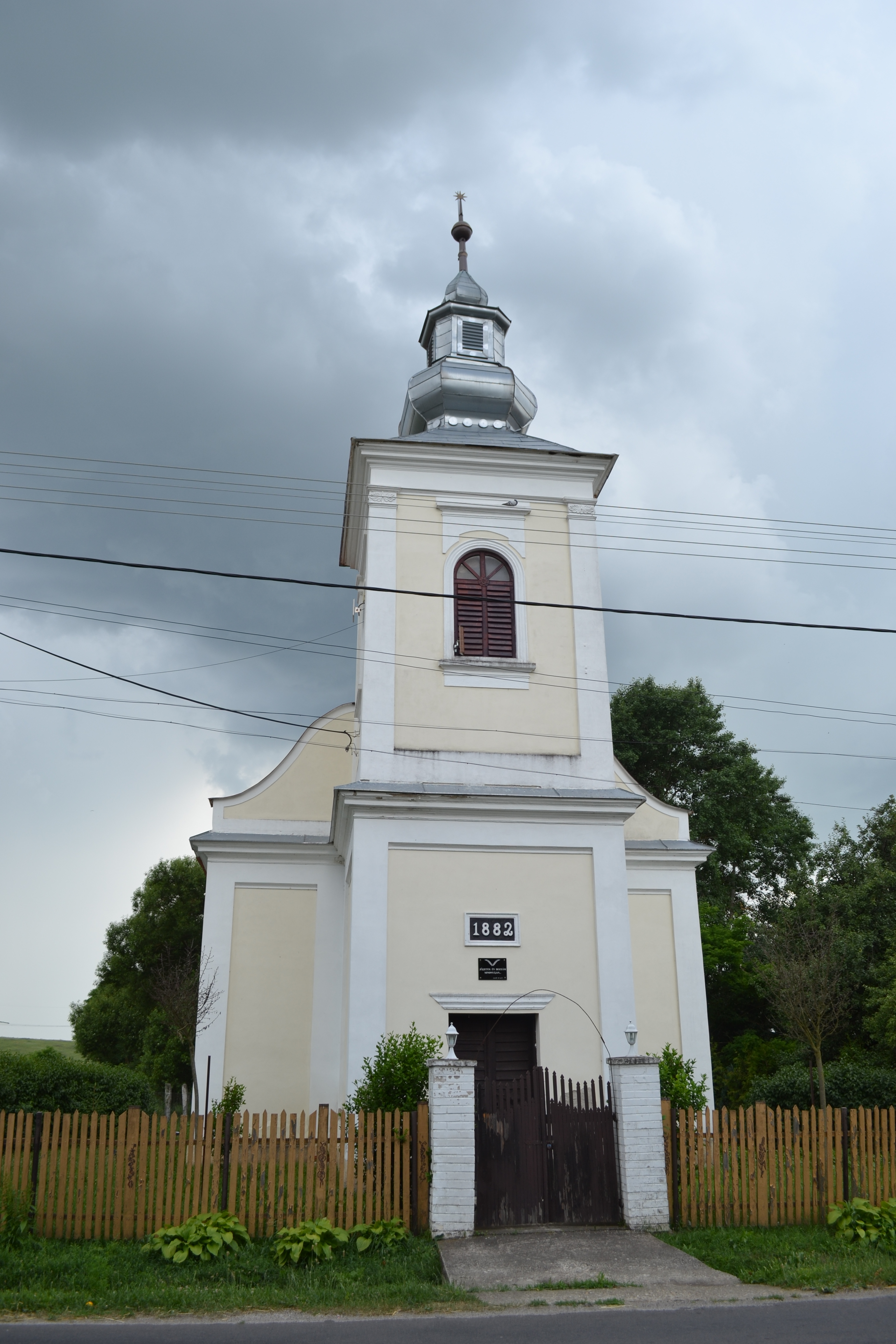
Kirche in Vieska nad Blhom

Vieska nad Blhom wurde zum ersten Mal 1427 als Wyfalu schriftlich erwähnt und war damals Besitz von György Ilsvay und des Geschlechts Derencsényi, ab dem 16. Jahrhundert des Geschlechts Széchy, gefolgt von der Familie Koháry im 18. Jahrhundert. In der Zeit der Türkenkriege sowie im Jahr 1683 wurde der Ort in Mitleidenschaft gezogen. 1828 zählte man 20 Häuser und 148 Einwohner, die als Landwirte beschäftigt waren.
Bis 1918/19 gehörte der im Komitat Gemer und Kleinhont liegende Ort zum Königreich Ungarn und kam danach zur Tschechoslowakei beziehungsweise heute Slowakei. Auf Grund des Ersten Wiener Schiedsspruchs lag er von 1938 bis 1944 noch einmal in Ungarn.

## Bevölkerung
| Jahr                | 1994 | 2004     | 2014     | 2024    |
| ------------------- | ---- | -------- | -------- | ------- |
| Anzahl der Personen | 176  | 152      | 181      | 172     |
| Unterschied         |      | −13,63 % | +19,07 % | −4,97 % |

| Jahr                | 2023 | 2024    |
| ------------------- | ---- | ------- |
| Anzahl der Personen | 173  | 172     |
| Unterschied         |      | −0,57 % |

Gemäß der Volkszählung 2011 wohnten in Vieska nad Blhom 164 Einwohner, davon 149 Magyaren, 10 Slowaken und zwei Roma. Drei Einwohner machten keine Angabe zur Ethnie.
88 Einwohner bekannten sich zur römisch-katholischen Kirche, 50 Einwohner bekannten sich zur reformierten Kirche und sechs Einwohner zur griechisch-katholischen Kirche. Bei 20 Einwohnern wurde die Konfession nicht ermittelt.

## Baudenkmäler
- reformierte (calvinistische) Kirche im klassizistischen Stil aus dem Jahr 1882, mit zwei Denkmälern an die Gefallenen der beiden Weltkriege im Inneren der Kirche[6]